# Seznam izraelskih sociologov
Seznam izraelskih sociologov.

## B
- Joseph Ben-David

## E
- Amitai Etzioni

## K
- Baruch Kimmerling

## R
- Aviad Raz